# Вильферсдорф (Нижняя Австрия)
Вильферсдорф (нем. Wilfersdorf (Niederösterreich)) — ярмарочная коммуна (нем. Marktgemeinde) в Австрии, в федеральной земле Нижняя Австрия. 
Входит в состав округа Мистельбах.  Население составляет 2016 человек (на 31 декабря 2005 года). Занимает площадь 30,45 км². Официальный код  —  31654.

## Политическая ситуация
Бургомистр коммуны — Антон Дёльтль (АНП) по результатам выборов 2005 года.
Совет представителей коммуны (нем. Gemeinderat) состоит из 21 места.
- АНП занимает 13 мест.
- СДПА занимает 8 мест.